# Lauri Kristian Relander

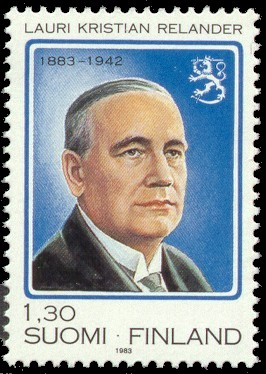
Selo finlandês emitido em 1983 em homenagem ao ex-presidente

Lauri Kristian Relander (Kurkijoki, 31 de Maio de 1883 - Helsinki, 9 de Fevereiro de 1942) foi o segundo presidente da Finlândia, governando entre 1 de março de 1925 e 1 de março de 1931.

## Juventude e início de carreira
Relander nasceu em Kurkijoki, na Carélia, filho de Evald Kristian Relander, um agrônomo, e Gertrud Maria Olsoni. Ele foi batizado Lars Kristian,  mas seu nome foi traduzido para o finlandês Lauri durante seu período escolar. Relander seguiu os passos do pai, entrando para a Universidade de Helsinki em 1901 para estudar agronomia. Ele obteve seu primeiro bacharelado em filosofia em 1905, e o seu segundo - em agronomia– no ano seguinte. Naquele ano casou-se com Signe Maria Österman (1886-1962). Eles tiveram dois filhos: Maja-Lisa (1907–1990), e Ragnar (1910-1970).
Os principais temas para o mestrado de Relander, o qual obteve em 1907, foram química agrícola e economia agrícola. Após o mestrado, Relander trabalho de 1908 a 1917 como pesquisador numa instituição experimental agrícola do estado, conduzindo algumas pesquisas importantes em sua área. Ele continuou seus estudos, obtendo doutorado em 1914. Entretanto, suas tentativas de obter um leitorado na Universidade de Helsinki fracassaram. Nesta época, Relander era também politicamente ativo na Liga Agrária, o partido de centro da Finlândia. Ele foi eleito para o Parlamento em 1910 atuando até 1913, e novamente de 1917 a 1920. Por volta de 1917 ele já se tornara um dos líderes do partido.

## Política
Após a independência, sua carreira política foi bem. Ele era um membro importante do partido, e atuou em vários comitês parlamentares. Relander foi nomeado porta-voz do Eduskunta (parlamento) atuando entre parte dos anos de 1919 e 1920. No fim de 1920 ele foi indicado governador da província de Viipuri. Apesar disso ele não obteve apoio suficiente de seu partido na década de 1920 para se tornar ministro.
Em 1925, Relander foi indicado como candidato de seu partido para a eleição presidencial daquele ano – sua indicação foi confirmada poucos dias antes da eleição. Relander tinha apenas 41 anos na ocasião, e sua indicação foi uma surpresa. Ela se tornou efetiva quando algumas figuras importantes do partido, como Santeri Alkio e Kyösti Kallio desistiram de concorrer.
Relander foi eleito em terceira votação pelo colégio eleitoral, derrotando o candidato do Partido Nacional Progressivo, Risto Ryti, por 179 votos a 109. Ele foi eleito principalmente graças a ter atraído menos oposição que o nome de Ryti.

## Presidente
Como presidente, Relander mostrou-se politicamente inexperiente. Políticos e formadores de opinião não o levavam a sério. Relander não tinha base política para apresentar, e foi apontado como não tendo nenhum programa em particular para sua presidência, o que mais tarde fez com que perdesse apoio. Até mesmo as continuadas visitas de estado e viagens que fez foram criticadas, fazendo com que ganhasse o apelido de Reissu-Lassi ('Larry-o-viajante'). Ele era continuamente comparado a Kaarlo Juho Ståhlberg e seu desempenho como presidente.
Seus gabinetes tendiam a ser fracos, pouco duradouros e minoritários em termos de apoio, tal como muitas democracias europeias da época. No geral, Relander é relembrado como um líder fraco.
Em 1931 chegou à conclusão de que não seria reeleito, e sabotou as esperanças de seu antigo colega e rival da Liga Agrária Kyösti Kallio, de tal forma que seu ex-primeiro-ministro, Pehr Evind Svinhufvud, fosse eleito.
Após seu período presidencial, foi de 1931 a 1942 gerente geral da Suomen maalaisten paloapuyhdistys, uma empresa de seguros contra incêndios para moradores da zona rural. Relander morreu em 1942 de ataque cardíaco.